# Попов Олександр Вікторович (Герой РФ)
Олександр Вікторович Попов (рос. Александр Викторович Попов; 20 листопада 1974, Новосибірськ — 2 липня 2018, Москва) — російський воєначальник, полковник ЗС РФ, учасник окупації Криму. Герой Російської Федерації.

## Біографія
Народився 20 листопада 1974 року у Новосибірську.
Навчався у школі у Хабаровську. 1991 року закінчив Уссурійське суворовське військове училище, а 1995 року — Далекосхідне вище загальновійськове командне училище.
Служив у підрозділах Головного (розвідувального) управління Генерального штабу Збройних Сил Російської Федерації. Був командиром загону Сил спеціальних операцій ГУ ГШ ЗС РФ у місті Солнечногорськ Московської области. Мав військове звання полковника.
Як командир зведеного загону спецназу брав участь в операції з анексії Криму Росією, за що був удостоєний звання «Героя Росії» одним президентським указом разом зі своїм товаришем по ДВОКУ Анатолієм Чепігою.
Жив у Москві. Помер 2 липня 2018 року. Похований на Троєкурівському цвинтарі.

## Нагороди
- звання «Герой Російської Федерації» з врученням медалі «Золота Зірка» (4 квітня 2014 року, указом президента Росії) — «за мужність та героїзм, виявлені при виконанні військового обов'язку».
- Орден Мужності, медаль «За відвагу», інші медалі.